# Grażyna Dziedzic (samorządowiec)
Grażyna Dziedzic z domu Guzińska (ur. 28 czerwca 1954 w Bytomiu, zm. 16 czerwca 2022 w Rudzie Śląskiej) – polska urzędniczka i działaczka samorządowa, w latach 2010–2022 prezydent Rudy Śląskiej.

## Życiorys
Córka Władysława i Heleny. Studiowała na Wydziale Budownictwa Politechniki Śląskiej w Gliwicach. Pracowała jako nauczycielka w Zespole Szkół Zawodowych w dzielnicy Orzegów. W latach 1992–1996 była zatrudniona w Zakładzie Lecznictwa Ambulatoryjnego w Rudzie Śląskiej na stanowisku kierownika działu technicznego.
W 1996 została zastępczynią dyrektora Ośrodka Pomocy Społecznej, a w latach 2003–2009 była jego dyrektorem. W 2009 zwolniona ze stanowiska z powodu zarzutu o domniemany mobbing. W postępowaniu sądowym stwierdzono, że została bezprawnie zwolniona z pracy przez prezydenta Andrzeja Stanię, w związku z czym zasądzono na jej rzecz odszkodowanie.
Była bezpartyjna. W wyborach samorządowych w 2010 kandydowała z ramienia lokalnego ugrupowania Porozumienie dla Rudy Śląskiej na stanowisko prezydenta tego miasta. W pierwszej turze z 21 listopada zajęła drugie miejsce za urzędującym prezydentem Andrzejem Stanią (z PO) z wynikiem 30,89%, przechodząc do drugiej tury, którą wygrała 5 grudnia, uzyskując 16 920 głosów (tj. 50,45% poparcia). W 2014 Grażyna Dziedzic z powodzeniem ubiegała się o reelekcję, otrzymując 58,20% głosów w drugiej turze i wygrywając z Aleksandrą Skowronek (z PO).
W wyborach samorządowych w 2018 kandydowała na kolejną kadencję. W pierwszej turze zdobyła poparcie na poziomie 40,98% (20 010 głosów), przechodząc do drugiej tury z Markiem Wesołym z PiS, którego poparło 25,95% głosujących. W drugiej turze Grażyna Dziedzic wygrała ze swoim konkurentem, otrzymując poparcie na poziomie 61,77% (25 177 głosów). W tym samym roku została wybrana do zarządu Związku Gmin i Powiatów Subregionu Centralnego Województwa Śląskiego. Powoływana również w skład zarządu Śląskiego Związku Gmin i Powiatów.
Zmarła 16 czerwca 2022 na skutek choroby nowotworowej.